# Bakary Sinaba
Bakary Sinaba (* 23. September 1983 in Mali) ist ein malischer Fußballspieler, der in Deutschland spielt. Er ist Stürmer und Linksfuß.

## Karriere
Sinaba war Junioren-Nationalspieler in seinem Heimatland Mali.
Er spielte zunächst beim Amateurverein VfL Hamm/Sieg, für den er 2002/03 in der Oberliga Südwest debütierte. Nach dem Abstieg wurde er 2004 mit 26 Toren Torschützenkönig der Rheinlandliga. 2005 wechselte Sinaba zu den Sportfreunden Siegen, die gerade in die 2. Bundesliga aufgestiegen waren. In der folgenden Saison, in der Siegen den Wiederabstieg in die Regionalliga nicht verhindern konnte, kam er nur ein Mal zum Einsatz.
Nach dem Abstieg des Profiteams bekam Sinaba keinen Vertrag mehr in Siegen. Er unterschrieb daraufhin 2006 bei dem in der NOFV-Oberliga Süd spielenden Chemnitzer FC. Ab Anfang 2008 spielte Sinaba beim VfB Pößneck in derselben Liga, bevor er zu Saisonbeginn 2008/09 zu den Sportfreunden Siegen zurückkehrte. Von Beginn der Saison 2009/10 spielte er beim FC Hürth, bevor er zu Beginn des Jahres 2010 zum Westfalenligisten TuS Erndtebrück erneut wechselte.
Nach einem Zerwürfnis mit dem Verein wechselte Sinaba im August 2011 zum Hessenligisten SpVgg Hadamar.
Im Juni 2012 erfolgte erneut ein Wechsel, dieses Mal zum hessischen Verbandsligisten TSV Steinbach.
Im Sommer 2014 schloss er sich dem Olper Bezirksligisten SV Rothemühle an, bevor er im Winter 2015/16 als Spielertrainer zum B-Ligisten SV Dreis-Tiefenbach in die Kreisliga B im Kreis Siegen-Wittgenstein wechselte. Zur Saison 2017/18 wechselte er zur SpVg. Anzhausen-Flammersbach, bei der Bakary Sinaba im Sommer 2019 nur noch bedingt für die zweite Mannschaft zur Verfügung stand.